# Georges Perrot
Georges Perrot (Seine-et-Oise ou Villeneuve-Saint-Georges, 12 de novembro de 1832 — Paris, 30 de junho de 1914) foi um arqueólogo e classicista francês.

## Biografia
Perrot frequentou o Liceu de Carlos Magno e a Escola Normal Superior de Paris. Em 1861, junto com o arquiteto Edmond Guillaume e o médico viajante Jules Delbet, executou para o Departamento de Instrução Pública uma missão científica e literária na Grécia e Ásia Menor. Enquanto nesta expedição descobriu uma tradução grega do documento Monumentum Cyranum, uma versão grega do Index rerum gestarum divi Augusti ("O Testamento Político do Imperador Augusto"). Publicou suas descobertas como Souvenirs d'un voyage en Asie mineur em 1863. Isto lhe trouxe grande reputação e ele foi nomeado professor de retórica no Angoulême em Orleães e no Liceu Luís, o Grande entre 1868-1870. Em 1871 foi nomeado mestre na Escola Normal Superior. Em 1874 foi eleito para a Academia de Inscrições e Belas-Letras e em 1875 para Sorbona. Em 1888 deixou Sorbona para ser diretor da Escola em 1888; seus estudos influenciariam o estudante Maxime Collignon. Perrot aposentou-se da Escola em 1904, e serviu como secretário perpétuo de 1904 até sua morte. Tornou-se editor do jornal Revue archéologique.
No final do século XIX, executou com o arquiteto Charles Chipiez uma grande viagem de estudo de arquitetura antiga, com o apoio da editora Hachette. Esta jornada levou-os através da Grécia, Turquia, Egito, Império Qajar e outros países.[carece de fontes?] Eles realizaram estudos de arquitetura, com base na observação de esculturas e ruínas. A partir de 1882 começaram a publicar um grande trabalho (Histoire de l'art dans l'antiquité) com vários volumes proporcionando uma síntese da história da arquitetura antiga.